# Álvaro Henrique Vianna de Moraes
Álvaro Henrique Vianna de Moraes foi diretor-geral da Polícia Rodoviária Federal entre 1999 e 2003.

## Biografia
É general do Exército Brasileiro, passando para a reserva em 1997.
Tornou-se diretor-geral da Polícia Rodoviária Federal (PRF) em dezembro de 1999, sob a gestão do ministro da Justiça, Márcio Thomaz Bastos.
Em outubro de 2000, os agentes da PRF realizaram uma operação-padrão para reivindicar a Gratificação por Operações Especiais (GOE), que representaria um acréscimo de 90% nos salários. A operação do dia 27 deixou um quilômetro de congestionamento na altura do km 230 da pista marginal e expressa da Via Dutra, no sentido São Paulo-Rio de Janeiro, e outras foram marcadas para até o dia 3 de novembro. Moraes respondeu a operação que o ministro da justiça estava trabalhando para resolver o assunto mas que no momento seria impossível devido ao estado das finanças do Governo Federal. A PRF não impediu os protestos pelo entendimento de que os agentes não deixaram de trabalhar, mas Moraes alegou que a Operação Multa Zero, operação para a distribuição de panfletos que estava ocorrendo no Rio Grande do Sul, era ilegal.
Em janeiro de 2001, Moraes ameaçou apreender caminhões por temer um bloqueio na Via Dutra durante a greve de caminhoneiros naquele ano. Os dirigentes do protesto responderam que não pretendiam bloquear a rodovia naquele dia.
Em novembro de 2002, Moraes foi um dos envolvidos na definição das propostas do Brasil para a Bolívia no Projeto Fronteira, que busca combater o narcotráfico na fronteira.
Em 2000, foi investigado pela Polícia Federal (PF) por comprar 220 veículos da General Motors sem licitação em 1995. A PRF teria comprado carros com injeção eletrônica por R$ 8 milhões, porém teria recebido carros com o carburador tradicional. O caso havia sido apresentado ao Tribunal de Contas da União (TCU) em 1997, porém o caso foi rejeitado por ter sido usada uma assinatura falsa, mas o Sindicato dos Policiais Rodoviários do Distrito Federal recorreu em 2001. A PRF foi acusada de atrapalhar o andamento das investigações e descumpriu decisões judiciais, então em 2003, o Ministério Público Federal (MPF) pediu à Justiça um decreto de busca e apreensão de documentos no Departamento da Polícia Rodoviária Federal, em Brasília. Thomaz Bastos foi pressionado por deputados federais petistas liderados por Dr. Rosinha (PT-PR), que mostraram outras irregularidades do diretor-geral, incluindo na compra de helicópteros, e Moraes foi exonerado em 16 de abril de 2003, sendo substituido por Hélio Cardoso Derenne. De acordo com o jornal Folha de S.Paulo, Moraes teria se tornado diretor-geral da corporação para se blindar do processo e demorou dois meses após a denúncia do MPF para sua exoneração.

## Homenagens
- Medalha de Mérito (2021)[8]